# Barret Films
Barret Films es una productora valenciana especializada en contenido documental interactivo. Nacida en 2008, aprovecha las oportunidades de las nuevas tecnologías para explorar caminos narrativos no convencionales, con el objetivo de crear una televisión en línea en la que se establezca un nuevo modelo de interacción con el espectador, mucho más activo.

## Proyectos
En su corto recorrido por el mundo audiovisual interactivo, Barret Films ha realizado diversos proyectos de concienciación sobre el entorno social y político valenciano.
El 26 de septiembre de 2010, se realizó en el Palacio de la Música de Valencia un concierto por parte de una serie de enfermos de alzhéimer en el que interpretaron canciones populares, un himno góspel y ejercicios polifónicos, entre otros temas musicales.  Detrás de este espectáculo, la productora valenciana realizó un documental Las Voces de la Memoria, junto con la Asociación de Familiares de Alzheimer de Valencia (AFAV), sobre cómo fue posible llegar hasta aquí, mostrando los meses de ensayos y el trabajo de la musicoterapia. De igual manera, se plasmaba el día a día de los enfermos, la convivencia entre ellos y con su familia, que admiraban los beneficios de la música.  Este se estrenó el 2 de septiembre de 2011, en el programa Documentos TV de La 2. Al mismo tiempo, se realizó un webdocumental al que podemos acceder actualmente a través de la página web de Barret Films, permitiendo al espectador decidir su propia ruta narrativa mientras que profundiza en el conocimiento de cada uno de los personajes del relato. Además, puede participar activamente en la rutina de la musicoterapia a través de videojuegos musicales y escenas interactivas.  A raíz de este webdocumental, en el año 2011, Farmaindustria premió a la  AFAV en la VII Edición del premio Farmaindustria de Iniciativas de Concienciación y Educación Sanitaria. Como resultado de la colaboración entre Barret Films y la Confederación Española de Asociaciones de Familiares de Alzheimer y otras enfermedades (CEAFA),  se crearon dos aplicaciones para teléfonos móviles y poder así contribuir al apoyo a los familiares y a la lucha contra el alzheimer. Estas dos aplicaciones son Una canción un recuerdo, en la que se comparte recuerdos asociados a canciones, y Alzheimer, que sirve para poner en contacto a los cuidadores de personas con esta enfermedad.
Otro ejemplo de documental interactivo que ofrece esta productora es 0 responsables. Este webdocumental se basa en el dramático accidente ferroviario sucedido en Valencia el 3 de julio de 2006, en el que murieron 43 personas y 47 resultaron heridas. La iniciativa interactiva, con el objetivo de reabrir el caso, está constituida por cinco episodios que contiene cada uno de ellos un vídeo central, con imágenes recogidas en el momento del accidente, y con testimonios de las víctimas, periodistas y políticos involucrados. La difusión del sexto capítulo se realizará el 3 de julio de 2013. Asimismo, el usuario tiene la opción de profundizar en la historia accediendo a cada una de las entrevistas realizadas a las personas que intervienen en el vídeo central. Tras el programa de Salvados dedicado al accidente a través de la información proporcionada por esta productora, el caso ha vuelto a la actualidad mediática y política, poniendo en entredicho a las Cortes Valencianas y a los medios de comunicación que cubrieron la noticia. Como consecuencias del reportaje emitido en Salvados, en el ámbito social ha aumentado considerablemente  el apoyo a la Asociación de Víctimas, y en el ámbito judicial, se han abierto nuevas vías de investigación. El webdocumental se expuso en la XVI edición del International Documentary Film Festival como único proyecto español documental interactivo. Del mismo modo, en octubre de 2013, se le concede al programa Salvados, y en parte a Barret Films, el premio Ondas.
La productora tiene en marcha un canal de televisión en línea llamado Zurdos TV, que actúa como una escuela de formación para nuevos realizadores. El equipo realiza dos programas que se emiten en la web y en televisiones locales. Por un parte el llamado MagaCim que, con la colaboración del Centre Instructiu Musical de Benimaclet (CIM), es una propuesta para la alfabetización audiovisual, creado por y para niños de entre 6 y 14 años, a los que se les enseña a utilizar de la manera correcta los medios de comunicación y las nuevas tecnologías que envuelven el mundo al que pertenecen. Por otro lado, han creado una plataforma de periodismo ciudadano a través de un canal de Youtube, llamada Pedra, paper, tisora, en la que los internautas pueden colgar vídeos acerca de su vida en la ciudad.
Dentro de este espacio televisivo en línea encontramos Un país de llibre, un proyecto dedicado al fomento de la lectura en valenciano, y basado en una serie de capítulos en el que cada autor presenta su libro a través de una conversación con el presentador Eugeni Alemany. En cada uno de ellos, además de presentar la información y curiosidades del autor y su libro, encontramos información relativa a librerías valencianas y libros recomendados por especialistas en el ámbito. En la producción intervienen, además de Barret Films, la Academia Valenciana de la Llengua, el Institut de les Lletres Catalanes, i la Associació d’Editors del País Valencià.